# Томоруг Теофіль Дмитрович
Теофіль Дмитрович Томоруг (21.03.1891/09.03.1891 ст. ст. – 18.11.1952), інженер, поручник УГА.

## Місце народження та батьки
Народився в с. Василів повіт Заставна на Буковині (тепер Заставнівського р-ну Чернівецької обл.) в сім’ї шляхтича-землевласника Дмитра Томоруґа та Вікторії, уродженої Томоруґ.
Батько походив з с. Бросківці (тепер Сторожинецького р-ну Чернівецької обл.) і належав до менш вельможної, резешської, гілки роду Томоруґів, в той час як мати була донькою високородного мазиля Василя рицаря де Томоруґа з с. Василів. Як близькі родичі (в 6-му коліні) батьки змогли обвінчатися лише за згодою повітового суду в Заставні після отримання диспензи буковинської православної консисторії від 23.05.1889 р

## Раннє дитинство та навчання
В 1902/1903 навчальному році навчався в підготовчому класі, а з 1903/1904 навчального р. в 1-му класі в 2-ій державній німецько-українській гімназії в Чернівцях. Під час навчання в гімназії мешкав в Чернівцях в «Руській Бурсі» за адресою вул. Петровича, 2.

## Перша Світова війна (1914-1918 рр)
Під час війни воював у складі 41-го полку піхоти на російському, зголом на італійському фронті. Був іменований хорунжим, згодом лейтенантом піхоти в резерві. Потрапив в італійський полон.

## Служба в УГА протягом 1918-1919 рр
Після розвалу Австро-Угорської монархії став на службу в українську армію в Станіславові 05.11.1918 р. як четар УГА. За дорученням ДСВС організував на базі колишніх залізничних майстерень автомобільні варстати (майстерні) НКГА в Станіславові, якими командував до розформування варстатів після переходу УГА за Збруч. З 01.01.1919 р. іменований поручником піхоти при ДСВС. Автореферент при Державному Секретаріаті ЗУНР. Під час другого відвороту УГА через забитість колії не мав можливості евакуювати десятки заладованих в вагони несправних автомобілів УГА, які потребували  ремонту в варстаті, всіх їх було підірвано 16.07.1919 р. на залізничній станції Гермаківка. Перехворів плямистим тифом у Жмеринці.

## Втеча у Чехословаччину 1920 р
В 04.1920 р. утік з-під більшовицької влади, в складі групи під командуванням генерала А. Кравса в 09.1920 р. потрапив в Чехословаччину.

## Викладацька та культурно-освітня діяльність у Чехословаччирі протягом 1920-1937-х рр
В 1920-1923 рр. перебував в таборі для інтернованих українських військових в Йозефові (Чехословаччина). Викладав (разом з сотником Кравцем, поручником Прохурським та четарем Грициною) на Курсі експльозивних моторів, організованому Культурно-просвітнім кружком табору в Йозефові для підготовки кваліфікованих українських шоферів та машиністів. Курс розпочався 25.12.1922 р., його закінчили та отримали свідоцтва 87 українських військових, переважно стрільців та підстаршин. В 08.1923 р. склав іспит зрілості на гімназійно-реальному курсі «Української еміграційної ґімназії», що містилася в таборі «Д» Йозефівського табору. Студіював мірничу інженерію (землевпорядкування) на Чеській вищій технічній школі в Празі. Голова «Українського Академічного Автоклюбу», заснованого 24.11.1923 р. студентами Т. Томоруґом  та В. Орелецьким, покликаного бути фаховим, науковим, спортовим та товариським осередком автомобілізму для українського студентства. Навесні 1930 р. склав другий державний іспит кафедри землевпорядкування та завершив вищі студії, отримав статус мірничого інженера. На Карловому університеті в Празі 27.06.1930 р. була промована на доктора природничих наук його дружина Галя Томоруґ, уроджена Захаріїв. В 05.1931 р. прийнятий на роботу за контрактом в провінційній дирекції міністерства фінансів в м. Брно. Член Товариства українських інженерів, заснованого в 1930 р. в Празі. З 1937 р. працював у Словаччині.

## Переїзд до Рахова
Наприкінці 1930-х рр. переїхав до м. Рахова, де відкрив мірничу канцелярію. Голова Української Національної Ради в Рахові в 1939 р., за що потрапив до в’язниці після окупації Карпатської України угорськими військами.

## Останні роки життя в еміграції
Вийшовши на волю, повернувся до Словаччини, де працював за фахом м. Банській Бистриці та в Банськобистрицькій окрузі. В 1944 р. надавав допомогу численним українським втікачам, знаходячи для них працю та місце проживання поза таборами для біженців Оремів Лаз та інших. Навесні 1945 р. переїхав до Баварії, а в 1948 р. виїхав до США. Член Українського Конгресового Комітету Америки, був засновником та головою відділення УККА в м. Сан-Франціско.
Помер і похований в м. Берклі, шт. Каліфорнія (США).

## Помилкове іменування в літературі
В літературі помилково іменується «Томорук».